# Исупов, Владимир Ильич
Владимир Ильич Исупов (28 февраля 1939 - 29 января 2023) — советский и украинский художник, член Национального союза художников Украины (1984)

## Биография
Родился на Алтае, в городе Гурьевск, Кемеровской области, Россия. В 1961 году окончил Одесское художественное училище им. М. Б. Грекова, в 1969 году — Киевский государственный художественный институт.

## Творчество
В начале творческого пути работал в области монументально-декоративного искусства (керамика, мозаика, скульптура, роспись). Основные объекты находятся в Киеве, Львове, в городах: Кривой Рог, Рубежное, Волгоград, Тольятти; в Кабардино — Балкарии, Северной Осетии, на БАМе. В конце 80-х годов выставлял станковую керамику в Украине, Чехии, Австралии, США.
Владимир Исупов был одним из соучредителей галереи «Триптих», которую в 1987 году создал Александр Миловзоров.
С 1990 года Владимир Исупов в основном занимается графикой. Виртуозно владеет рисунком, работает в ‘’авторской технике’’ (бумага, тушь, акварель, позолота), используя фактуру бумаги.
Работы находятся в музеях Украины и за её пределами, в частных коллекциях Европы, Америки, Азии и Африки.
```
«Творческий почерк Исупова — это выразительный рисунок и смелость композиционных решений: разделённая надвое по горизонтали или вертикали плоскость листа производит магический эффект окна как зыбкой грани между реальностью и иллюзией. А главное, каждая работа приглашает к диалогу о настоящих ценностях искусства и жизни, которые можно отыскать в мире философа и художника Владимира Исупова» Ольга Савицкая, Газета «День»
```

«Дети, собаки, кошки, женщины, фрукты — система исуповских образов и мотивов проста и гениальна. Он не выдумывает их — они нисходят, как благодать. И потому светлы — как ангелы. „Чем проще, тем лучше“, — говорит художник, а ты понимаешь, что простота эта — сродни чеховской. Просто о сложном — язык гениев, он доступен тем, кто одной деталью может достучаться до сути. Внимание к малому, к тому, что незаметно и рядом, — в этом прелесть летучей и изощрённой графики Исупова» Елена Долганова-Аврамчук, Art Просвет
«Звідси його улюблена техніка — малюнок тушшю в поєднанні з кольоровим акварельним тлом. Фактура поверхонь у вигляді напіврельєфних пульсуючих розводів, також змушує глядача фантазувати» Зоя Чегусова, Fine Art

## Работы находятся в собраниях
- Министерство культуры РСФСР, Москва
- Всемирный банк реконструкции и развития, Москва
- Государственный музей украинского декоративного искусства, Киев
- Сумской областной художественный музей им. Н. Х. Онацкого
- Полтавский краеведческий музей имени Василия Кричевского
- Запорожский областной художественный музей

## Избранные групповые выставки
- 1971 Молодые художники Украины, Москва
- 1991 Центр украинской культуры и искусства, Будапешт, Венгрия
- 1991 Сумской областной художественный музей
- 1989 «The Pyramid Show», Сидней, Австралия
- 1988 Национальный музей украинского декоративного искусства, Киев
- 1989 Национальный  заповедник «София Киевская», Киев
- 2000 Современное искусство, Украина — Япония, Токио, Япония
- 2004 Univerzita Karlova Прага, Чехия
- 2010 Музей-квартира Н.А. Некрасова, Санкт-Петербург, Россия
- 2016 Галерея «Мастер», Санкт-Петербург, Россия
- 2015 Музейный комплекс «Вселенная воды», Санкт-Петербург, Россия

## Избранные персональные выставки
- 1993 «O» Gallery, Вашингтон, США
- 1994 «Alina Rodgers» Gallery, Вашингтон, США
- 1996 «Lions Club», Франкфурт на Майне, Германия
- 1999 Дом Художника, Киев
- 2000 «Andipa» Gallery, Лондон, Англия
- 2001 «Gallery», Токио, Япония;
- 2003 Министерство иностранных дел Украины, Киев
- 2004 Ferrin Gallery, Массачусетс, США
- 2013 «Мастер», Санкт-Петербург, Россия

## Публикации
- Через века. Каталог к 1000-летию Крещения Руси Киев (1988)
- The Pyramid Show. Sydney (1989)
- Погляд. Альбом. 1990. Станкові твори київських монументалістів, Киев. 1990
- Постигая космос бытия. Каталог, Сумы (1991)
- Еротична образотворчiсть. Украiна — 95", Львiв (1995)
- 1997 р. Киев — Арт современный
- 2000 Художники Києва. Творчо-біографічний довідник. Випуск 1
- 2001 Художники України. Творчо-біографічний довідник. Випуск 2
- «200 имен» Современное декоративное искусство Украины (2002)
- AUKČNÍ KATALOG 7. AUKČNÍ SALON VÝTVARNÍKŮ Konto BARIÉRY, Praga, 2004
- Абетка. Сучасне українське мистецтво ХХІ століття. Киев (2009)
- Владимир Исупов. Каталог работ. Киев (2009)
- Fine Art. Киев (7-8 2009)